# Rafael Hernández Airport

i7
i11
i13
Der Flughafen Rafael Hernández (englisch Rafael Hernández Airport, IATA-Code: BQN, ICAO-Code: TJBQ)  ist ein sowohl zivil als auch militärisch genutzter, internationaler Flughafen in Aguadilla im Westen der Insel Puerto Rico in der Karibik. Benannt ist er nach dem puerto-ricanischen Komponisten Rafael Hernández Marín. Den Flughafen nutzen im Wesentlichen Puerto-Ricaner aus dem Westen der Insel auf dem Weg in die USA.

## Geschichte
Der Flughafen wurde 1939 als Borinquen Army Air Field, dann bald Ramey Air Force Base genannt, für die U-Boot-Abwehr erbaut. Bis 1974 betrieb das Strategic Air Command (SAC) das Fluggelände als Luftwaffenbasis und Raketenstartplatz der United States Air Force. Dort wurden im Sommer 1958 einige Höhenforschungsraketen des Typs Jason zur Unterstützung der Operation Argus gestartet. Nach Auflösung des SAC wurde die Einrichtung in einen zivilen Flughafen umgewidmet.
Die Basis wird heute von der US Coast Guard als CGAS Borinquen betrieben. Der zivil genutzte Teil firmiert unter dem Namen Rafael Hernández Airport.
Nach der Schließung der Ramey AFB im Jahr 1974 wurde der Kontrollturm zwar nicht abgerissen, aber erst nach seiner Renovierung ab dem 5. Juli 2007 wieder betrieben. Der Flughafen verzeichnete im Jahr 2012 432.651 Fluggäste.
Im Februar 2012 gaben der Bürgermeister von Aguadilla und der damalige US-Handelsminister John Bryson bekannt, dass der Flughafen zur Freihandelszone erklärt werde.
Am 10. April 2014 gab Lufthansa Technik bekannt, dass auf dem Flughafengelände eine Wartungseinrichtung (MRO) für Kurz- und Mittelstreckenflugzeuge mit bis zu 400 Arbeitsplätzen eingerichtet werde. Zwei US-Carrier seien bereits als Kunden gewonnen worden, darunter Jetblue Airways, der Marktführer auf Strecken zwischen Puerto Rico und den USA, an dem Lufthansa einen Kapitalanteil von 19 Prozent hält.

## Zwischenfälle
- Am 3. Mai 1960 wurde eine Curtiss C-46A-55-CK Commando der brasilianischen Navegação Aérea Brasileira (NAB) (Luftfahrzeugkennzeichen PP-NMD) im Anflug auf den Flughafen Aguadilla-Borinquen in einen kleinen Hügel geflogen. Bei diesem CFIT (Controlled flight into terrain) wurden alle 5 Besatzungsmitglieder getötet, die einzigen Insassen auf dem Überführungsflug.[5]

- Am 8. August 1975 fielen an einer Curtiss C-46F-1-CU Commando der US-amerikanischen Rich International Airways (N4873V) im Anflug auf den Flughafen Aguadilla-Borinquen beide Triebwerke wegen Benzinmangels aus. Es kam zu einer Notwasserung 800 Meter nordwestlich des Flughafens in 15 Meter tiefem Wasser. Das Flugzeug war in St. Petersburg nicht aufgetankt worden. Es hatte 4082 kg (9000 lb) Dynamit an Bord. Als Unfallursachen wurden unzureichende Flugvorbereitung, unsachgemäße Entscheidungen und Planungen während des Fluges sowie falsches Management des Treibstoffsystems festgestellt. Beide Piloten, die einzigen Insassen auf dem Frachtflug, überlebten den Unfall.[6]

- Am 1. Dezember 1992 wurde eine Canadair CL-44D4-6 der US-amerikanischen Tradewinds International Airlines (N100BB) im Anflug auf den Flughafen Aguadilla-Borinquen durch einen Blitz getroffen, woraufhin alle vier Triebwerke Leistung verloren. Die Piloten landeten noch sicher, jedoch kam es zu einer derart harten Landung, dass das Flugzeug irreparabel beschädigt wurde. Alle Besatzungsmitglieder, die einzigen Insassen auf dem Frachtflug, überlebten den Unfall.[7]

- Am 30. Mai 1998 wurde in einer Convair CV-240-17 der US-amerikanischen Trans Florida Airlines (N87949) auf dem Flughafen Aguadilla-Borinquen auf einem Trainingsflug bei einer Touch-and-Go-Übung durch den Ersten Offizier versehentlich der Fahrwerkshebel statt des Hebels für die Landeklappen nach oben betätigt. Das linke Hauptfahrwerk und das Bugfahrwerk brachen zusammen, das Flugzeug rutschte auf der Startbahn entlang und wurde irreparabel beschädigt. Beide Piloten, die einzigen Insassen, überlebten den Unfall.[8]